# Víctor Ábrego
Víctor Alonso Ábrego Aguilera (San José de Chiquitos, Bolivia; 11 de febrero de 1997) es un futbolista boliviano. Juega como delantero y su actual equipo es el Raja Casablanca de la Liga de Fútbol de Marruecos. Es internacional con la Selección de Bolivia.

## Selección nacional
Participó en Preolímpico Sub-23 de 2020 en Colombia. Fue convocado por la selección absoluta para los partidos de las eliminatorias hacia Catar contra Ecuador y Paraguay. Anotó su primer gol con la selección absoluta en la goleada 4-0 frente a Paraguay por la fecha 12 de las eliminatorias rumbo a Catar.

## Clubes
| Club             | País      | Año               |
| ---------------- | --------- | ----------------- |
| Destroyers       | Bolivia   | 2018 - 2019       |
| Bolívar          | Bolivia   | 2020 - 2022       |
| FC Universitario | Bolivia   | 2023              |
| Raja Casablanca  | Marruecos | 2023 - 2024       |
| Nacional Potosí  | Bolivia   | 2024 - 2025       |
| Raja Casablanca  | Marruecos | 2025 - Actualidad |

## Palmarés

### Títulos nacionales
| Título           | Club            | País      | Año           |
| ---------------- | --------------- | --------- | ------------- |
| Primera División | Bolívar         | Bolivia   | Apertura 2022 |
| Primera División | Raja Casablanca | Marruecos | 2024          |
| Copa del Trono   | Raja Casablanca | Marruecos | 2024          |